# Колпак кольчатый
Колпак кольчатый (лат. Cortinarius caperatus) — гриб семейства паутинниковые. Единственный европейский вид рода розитес, часто включаемого в род паутинник (Cortinarius).
Синонимы
- Русские: курочка, приболотник белый, розитес тусклый, турок
- Латинские:
  - Cortinarius caperata orth. var.
  - Agaricus caperatus Pers. 1796 basionym
  - Cortinarius caperatus (Pers.) Fr. 1838
  - Pholiota caperata (Pers.) P. Kumm. 1871
  - Dryophila caperata (Pers.) Quél. 1886
  - Togaria caperata (Pers.) W.G. Sm. 1908

## Описание
Шляпка размером 5—15 см, мясистая, полушаровидная или колпаковидная, плоско-выпуклая, с завернутыми вниз краями, серо-жёлтого, соломенно-жёлтого или охряного цвета, по краю полосатая. У молодых грибов шляпка шаровидной или яйцевидной формы, по мере роста расправляется до плоской с приподнятой центральной частью. Поверхность шляпки морщинистая, покрыта, особенно в её центре, светлым волокнистым налетом с жемчужным блеском. В сухую погоду края шляпки часто растрескиваются.
Мякоть рыхлая, мягкая, белая, позже желтеющая, с приятным запахом и вкусом.
Пластинки относительно редкие, приросшие, неодинаковой длины. Цвет их у молодых грибов желтоватый, позже охряно-коричневый.
Ножка крепкая, цилиндрическая, у основания утолщенная, плотная, сплошная, поверхность шелковисто-волокнистая. Длиной 4—12 см и толщиной 1—3 см.
Над кольцом ножка слегка чешуйчатая, желтоватая, покрыта хлопьями, под кольцом светло-охряная, в основании имеются остатки бледно-фиолетового общего покрывала.
Остатки покрывал: в верхней трети ножки расположено тонкое пленочное кольцо неправильной формы, плотно облегающее ножку, сначала белое, позже желтоватое; шелковистые волокна на шляпке.
Споровый порошок охристый, ржаво-коричневый. Споры: (11—13) × (7,5—9) мкм, миндалевидные, бородавчатые, охряные.

## Экологияи распространение
Образует микоризу преимущественно с хвойными деревьями, но также и с буком, дубом, берёзой. В средней полосе встречается на мшистых местах в хвойных, преимущественно сосновых, и смешанных лесах, особенно в черничниках, реже в дубовых лесах; на севере — под карликовыми берёзами. Предпочитает влажные кислые почвы. В горах встречается на высоте до 2000 метров. Плодовые тела появляются обычно небольшими группами. 

Распространён в Западной Европе, повсеместно — в Белоруссии, в России встречается в западных и центральных районах Европейской части. 

Сезон с начала июля до начала октября.

## Сходные виды
Ядовитые и несъедобные:
- Некоторые мухоморы (Amanita). Отличается от них отсутствием беловатых чешуек и наличием мучнистого налёта на своей шляпке, охристым цветом спорового порошка (тогда как у ядовитых мухоморов споровый порошок белого цвета), а также отсутствием вольвы. Кроме того, у старых экземпляров кольчатого колпака пластинки имеют ржаво-бурый цвет, а у мухоморов до старости остаются белыми.
- Паутинник лиловый (Cortinarius traganus) и некоторые другие коричневые паутинники, многие из которых ядовиты; однако у них на ножке бывают только волокнистые остатки покрывала.